# Подгорица
Подгорица је главни и највећи град Црне Горе. Према попису из 2023. имала је 172.139 становника. Шире подручје Подгорице обухвата 10,4% територије Црне Горе и око 30% њеног становништва. Налази се на ушћу ријеке Рибнице у Морачу у Зетско-бјелопавлићкој равници, близу зимским центрима на сјеверу Црне Горе и љетовалиштима на Јадранском мору.
Подгорица се налази близу остатака римског града Доклеје. У средњем вијеку овдје је постојало насеље које се звало Рибница, а под овим именом град се први пут спомиње 1326. Подгорица је од 1878. ушла у састав Књажевине Црне Горе. Након Другог свјетског рата постала је административно сједиште Социјалистичке Републике Црне Горе, када се од 1946. звала Титоград у част Јосипу Брозу Титу. Данашњи назив је враћен 1992. након распада Југославије, у саставу Републике Црне Горе.
Привреда Подгорице лежи на мјешавини индустрија, уз предност производње, трговине и услуга. Град је забиљежио успон у ИКТ сектору, уз појаву бројних стартап и технолошких предузећа. Такође је образовни центар земље, као и сједиште Универзитета Црне Горе. Подгорица представља чвориште саобраћајне мреже Црне Горе, са широким друмским и жељезничким системом и оближњим аеродромом Подгорица.

## Географски положај
Подгорица се налази у централном дијелу Црне Горе. Област је испресецана ријекама, а сам град се налази 15 km сјеверно од Скадарског језера. Ријеке Морача и Рибница теку кроз град, док у близини протичу Зета, Цијевна, Ситница и Мареза. Са градњом тунела Созина Јадранско море је на свега пола сата вожње.
Насупрот већем дијелу Црне Горе, Подгорица лежи у равници на сјеверном крају Зетске равнице. Једини изузетак су брда која надгледају град. Најважније брдо је Мало Брдо (205 м), које се уздиже изнад Момишића. Остала брда су Горица, Веље брдо, Љубовић и Чардак. Ова брда су сувише стрма да би се на њима могло градити и тиме ограничавају ширење града.

### Клима
У Подгорици влада измијењена средоземна клима са топлим и сувим љетима и хладним зимама. Иако је град на само 50 km од Јадранског мора, близина Динарских планина на сјеверу мијења његову климу. Просјечна количина падавина је 1.544 mm. Температура прелази 25 °C током око 135 дана у години, а средња дневна температура је 16,4 °C. Број кишних дана је 115, а јак ветар дува отприлике током 60 дана. Периодични, али јак сјеверни ветар има утицај на климу зими тако што изазива осјећај да је температура неколико степени нижа.
Подгорица је нарочито позната по изузетно топлим љетима: температуре преко 40 °C су честе током јула и августа. Највиша забиљежена температура од 45,8 °C измјерена је 16. августа 2007. Снијег је ријетка појава у Подгорици. Пада око два до три пута годишње, и ријетко се задржи неколико дана. Рекордна висина снијега у Подгорици измјерена је у фебруару 2012. године када је висина снијежног покривача била 63 cm.
| Клима Подгорице                 | Клима Подгорице | Клима Подгорице | Клима Подгорице | Клима Подгорице | Клима Подгорице | Клима Подгорице | Клима Подгорице | Клима Подгорице | Клима Подгорице | Клима Подгорице | Клима Подгорице | Клима Подгорице | Клима Подгорице |
| Показатељ \ Мјесец              | .Јан.           | .Феб.           | .Мар.           | .Апр.           | .Мај.           | .Јун.           | .Јул.           | .Авг.           | .Сеп.           | .Окт.           | .Нов.           | .Дец.           | .Год.           |
| ------------------------------- | --------------- | --------------- | --------------- | --------------- | --------------- | --------------- | --------------- | --------------- | --------------- | --------------- | --------------- | --------------- | --------------- |
| Апсолутни максимум, °C (°F)     | 18 (64)         | 27 (81)         | 26 (79)         | 31 (88)         | 33 (91)         | 38 (100)        | 43 (109)        | 46 (115)        | 39 (102)        | 30 (86)         | 24 (75)         | 19 (66)         | 46 (115)        |
| Максимум, °C (°F)               | 9,5 (49,1)      | 11,3 (52,3)     | 14,9 (58,8)     | 19,1 (66,4)     | 24,2 (75,6)     | 28,2 (82,8)     | 31,7 (89,1)     | 31,6 (88,9)     | 27,4 (81,3)     | 22,7 (72,9)     | 15,4 (59,7)     | 11,0 (51,8)     | 20,58 (69,06)   |
| Просјек, °C (°F)                | 5,5 (41,9)      | 7,3 (45,1)      | 10,4 (50,7)     | 14,1 (57,4)     | 18,9 (66)       | 22,8 (73)       | 26,0 (78,8)     | 25,9 (78,6)     | 22,0 (71,6)     | 16,7 (62,1)     | 11,1 (52)       | 7,0 (44,6)      | 15,64 (60,15)   |
| Минимум, °C (°F)                | 1,4 (34,5)      | 3,2 (37,8)      | 5,8 (42,4)      | 9,1 (48,4)      | 13,5 (56,3)     | 17,3 (63,1)     | 20,3 (68,5)     | 20,2 (68,4)     | 16,5 (61,7)     | 11,6 (52,9)     | 6,8 (44,2)      | 2,9 (37,2)      | 10,72 (51,28)   |
| Апсолутни минимум, °C (°F)      | −11 (12)        | −10 (14)        | −8 (18)         | 0 (32)          | 4 (39)          | 10 (50)         | 12 (54)         | 11 (52)         | 7 (45)          | 0 (32)          | −4 (25)         | −10 (14)        | −11 (12)        |
| Количина падавина, mm (in)      | 192 (7,56)      | 167 (6,57)      | 159 (6,26)      | 145 (5,71)      | 88 (3,46)       | 63 (2,48)       | 39 (1,54)       | 66 (2,6)        | 120 (4,72)      | 164 (6,46)      | 238 (9,37)      | 217 (8,54)      | 1,658 (65,27)   |
| Дани са падавинама (≥ 0.1 mm)   | 12,2            | 11,9            | 11,6            | 12,5            | 9,8             | 8,9             | 5,7             | 6,0             | 6,8             | 10,1            | 13,8            | 13,1            | 122,4           |
| Сунчани сати — мјесечни просјек | 120,9           | 127,1           | 170,5           | 195,0           | 248,0           | 276,0           | 341,0           | 313,1           | 249,0           | 195,0           | 126,0           | 111,6           | 2.473,2         |
| Извор #1: ЗХМС                  |                 |                 |                 |                 |                 |                 |                 |                 |                 |                 |                 |                 |                 |
| Извор #2: Би-Би-Си ведер        |                 |                 |                 |                 |                 |                 |                 |                 |                 |                 |                 |                 |                 |

## Историја
Подгорица је раскрсница неколико историјски важних путева, близу ријека Зете, Мораче, Цијевне, Рибнице и Ситнице, у долини Скадарског језера и близу Јадранског мора, у плодној низији са пријатном климом. Најстарија људска насеља су из праисторије; најстарији физички остаци су из касног каменог доба. У илирском периоду, подручје Зетско-бјелопавлићке низије су насељавала племена Лабеати и Доклеати. Лабеати су заузимали подручје од Скадра до данашње Подгорице и сазидали су тврђаву Медун (Метеон). Доклеати су такође живјели у подручју ријеке Зете и захваљујући повољном географском и путном положају, економски су се брзо развијали. Њихово највеће насеље је била Доклеа, град око 3 km сјеверозападно од данашње Подгорице.
У римско доба на подручју данашње Подгорице постојала су три урбана центра: Алата, Бирзиминиум и Доклеа. Са падом Римског царства и доласком првих словенских и аварских племена, у околини се дешавају многи крупни догађаји. Временом су старе тврђаве изгубиле свој значај и саграђени су нови градови. Са насељавањем овог подручја, Словени су створили нову државу, прихватили хришћанство и феудални поредак. Словенска племена у овом подручју су била у сталном рату са Византијом и покушавала су да оснују своју државу. Резултат овога је било оснивање новог насеља које је добило име Рибница по реци на којој је саграђено. Први помен Рибнице је за вријеме владавине српске династије Немањића, пошто је родоначелник ове династије Стефан Немања рођен у Рибници. Значај Рибнице је био у њеном значају као раскршћа у комуникацији за западом.
Назив Подгорица употребљен је први пут 1326. године у судском документу которске архиве. Овај трг се налазио у Подлушкој жупи, али је име добио по сусједној Горској жупи у близини које, односно, „испод“ које се налазио. Такође, припадао је и средњовјековној Горњој Зети. Касније, у XIV вијеку, економски је ојачао: трговачке везе између Дубровника и државе Немањића, добро развијене у то време, су ишле до трга Подгорице, кроз Требиње и Никшић. Ово је убрзало развој трга и повећало војни значај. Турско освајање Подгорице 1474. године је прекинуло овај процват. Турци су саградили велику утврду у Подгорици, која је од од трговачке постаје — постала главна база за одбрану и напад на околна немирна племена. Градско утврђење је издржало све нападе све до 1878. године, када су га освојили Црногорци. У сагласности са одлуком Берлинског конгреса, Подгорица је припала Црној Гори, што је означило крај четворовековне турске владавине. Град се брзо развијао као трговачко сједиште. Године 1902. основана је фабрика дувана, прво значајније привредно предузеће, а двије године касније Зетска штедионица, која ће убрзо прерасти у Подгоричку банку.
Први свјетски рат је означио крај брзог развоја Подгорице, до тада највећег града тек проглашене Краљевине Црне Горе. Град је 1916. окупирала Аустроугарска и држала га до 1918. Након савезничког ослобођења, у граду је 26. новембра 1918. одржана Подгоричка скупштина на којој је донесена одлука о приступању Црне Горе Краљевству Срба, Хрвата и Словенаца. Између два свјетска рата, број становника Подгорице се кретао око 13.000 лица.
"Беспризорни" у Подгорици, дјечаци препуштени улици, називани су Цикотићи, што је термин који означава "префриганог, досетљивог и духовитог дечка".
Подгорица је претрпела велика разарања током Другог свјетског рата, пошто је била бомбардована преко 70 пута, што је изазвало смрт преко 4.100 особа. Град су ослободили партизани 19. децембра 1944. године.
У социјалистичкој Југославији, под именом Титоград, град је 13. јула 1946. постао главни град СР Црне Горе умјесто Цетиња. Услиједио је период још бржег развоја: становништво града се драматично увећало, град је био значајно индустријализован, побољшана је инфраструктура, основане су здравствене, образовне и културне установе. Град је постао комерцијални, друштвено-економски и културни центар републике. Напредак је још једном заустављен због распада СФРЈ током 1990-их. Име Подгорица је враћено на референдуму 2. априла 1992.
Ратови су заобишли Црну Гору, али је цијела држава трпела економске посљедице. Период стагнације је трајао током 1990-их, а привреда је почела да се опоравља почетком 21. вијека. Послије референдума о независности 2006. Подгорица је постала главни град независне Црне Горе. У њој се налази сједиште Владе и Скупштине.

## Административна подјела
Град Подгорица се пре 2018. године састојао од ужег градског језгра и двије градске општине, Голубовци и Тузи. Одлуком скупштине Црне Горе, Тузи су од 2018. године постали самостална општина, а 2022. године, одлуком Скупштине Црне Горе некадашња градска општина Голубовци је издвојена као самостална општина Зета.
Цела општина Подгорица је подељена у 57 мјесних заједница, а градске четврти су:
1. Центар
2. Преко Мораче
3. Блок 5
4. Блок 6
5. Толоши
6. Момишићи
7. Горња Горица
8. Доња Горица
9. Под Горицом
10. Загорич
11. Златица
12. Маслине
13. Муртовина
14. Коник
15. Побрежје
16. Врела Рибничка
17. Стари Аеродром
18. Драч
19. Дахна
20. Стара Варош
21. Забјело
22. Тушки пут

## Становништво
Становништво у Подгорици је веома хетерогено, уз црногорску већину, а у посљедња три пописа, примјећен је пораст у броју становника, нарочито Срба.
| Демографија | Демографија | Демографија |
| Година      | Становника  | Становника  |
| ----------- | ----------- | ----------- |
|             |             |             |
|             |             |             |
|             |             |             |
|             |             |             |
| 1948.       | 14.369      |             |
| 1953.       | 19.868      |             |
| 1961.       | 35.054      |             |
| 1971.       | 61.727      |             |
| 1981.       | 96.074      |             |
| 1991.       | 117.875     | 116.235     |
| 2003.       | 140.734     | 136.473     |
| 2011.       |             | 150.977     |
| 2023.       |             | 179.505     |

| Етнички састав према попису из 2023.‍ | Етнички састав према попису из 2023.‍ | Етнички састав према попису из 2023.‍ | Етнички састав према попису из 2023.‍ | Етнички састав према попису из 2023.‍ |
| ------------------------------------ | ------------------------------------ | ------------------------------------ | ------------------------------------ | ------------------------------------ |
|                                      |                                      |                                      |                                      |                                      |
| Црногорци                            | Црногорци                            |                                      | 97.894                               | 54,54%                               |
| Срби                                 | Срби                                 |                                      | 55.365                               | 30,84%                               |
| Бошњаци                              | Бошњаци                              |                                      | 4.697                                | 2,62%                                |
| Албанци                              | Албанци                              |                                      | 1.780                                | 0,99%                                |
| Роми                                 | Роми                                 |                                      | 3.431                                | 1,91%                                |
| Руси                                 | Руси                                 |                                      | 2.629                                | 1,46%                                |
| Хрвати                               | Хрвати                               |                                      | 622                                  | 0,35%                                |

| \| \| м \| \| \| ж \| \| ? \| 386 \| \| \| 461 \| \| 80+ \| 528 \| \| \| 876 \| \| 75—79 \| 914 \| \| \| 1.330 \| \| 70—74 \| 1.511 \| \| \| 1.956 \| \| 65—69 \| 2.481 \| \| \| 2.772 \| \| 60—64 \| 2.541 \| \| \| 3.015 \| \| 55—59 \| 2.872 \| \| \| 3.220 \| \| 50—54 \| 4.547 \| \| \| 4.961 \| \| 45—49 \| 4.986 \| \| \| 5.325 \| \| 40—44 \| 4.668 \| \| \| 5.248 \| \| 35—39 \| 4.543 \| \| \| 4.909 \| \| 30—34 \| 4.781 \| \| \| 5.265 \| \| 25—29 \| 5.291 \| \| \| 5.762 \| \| 20—24 \| 5.582 \| \| \| 5.779 \| \| 15—19 \| 5.683 \| \| \| 5.341 \| \| 10—14 \| 5.224 \| \| \| 4.784 \| \| 5—9 \| 5.018 \| \| \| 4.643 \| \| 0—4 \| 4.857 \| \| \| 4.413 \| \| Просек : \| 5.265 \| \| \| 704 \| |       |  |  |       |
| |       |  |  |       |
| | м     |  |  | ж     |
| ? | 386   |  |  | 461   |
| 80+ | 528   |  |  | 876   |
| 75—79 | 914   |  |  | 1.330 |
| 70—74 | 1.511 |  |  | 1.956 |
| 65—69 | 2.481 |  |  | 2.772 |
| 60—64 | 2.541 |  |  | 3.015 |
| 55—59 | 2.872 |  |  | 3.220 |
| 50—54 | 4.547 |  |  | 4.961 |
| 45—49 | 4.986 |  |  | 5.325 |
| 40—44 | 4.668 |  |  | 5.248 |
| 35—39 | 4.543 |  |  | 4.909 |
| 30—34 | 4.781 |  |  | 5.265 |
| 25—29 | 5.291 |  |  | 5.762 |
| 20—24 | 5.582 |  |  | 5.779 |
| 15—19 | 5.683 |  |  | 5.341 |
| 10—14 | 5.224 |  |  | 4.784 |
| 5—9 | 5.018 |  |  | 4.643 |
| 0—4 | 4.857 |  |  | 4.413 |
| Просек : | 5.265 |  |  | 704   |

|          | м     |  |  | ж     |
| ?        | 386   |  |  | 461   |
| 80+      | 528   |  |  | 876   |
| 75—79    | 914   |  |  | 1.330 |
| 70—74    | 1.511 |  |  | 1.956 |
| 65—69    | 2.481 |  |  | 2.772 |
| 60—64    | 2.541 |  |  | 3.015 |
| 55—59    | 2.872 |  |  | 3.220 |
| 50—54    | 4.547 |  |  | 4.961 |
| 45—49    | 4.986 |  |  | 5.325 |
| 40—44    | 4.668 |  |  | 5.248 |
| 35—39    | 4.543 |  |  | 4.909 |
| 30—34    | 4.781 |  |  | 5.265 |
| 25—29    | 5.291 |  |  | 5.762 |
| 20—24    | 5.582 |  |  | 5.779 |
| 15—19    | 5.683 |  |  | 5.341 |
| 10—14    | 5.224 |  |  | 4.784 |
| 5—9      | 5.018 |  |  | 4.643 |
| 0—4      | 4.857 |  |  | 4.413 |
| Просек : | 5.265 |  |  | 704   |

| Број домаћинстава према пописима из периода 1948—2003. | Број домаћинстава према пописима из периода 1948—2003. | Број домаћинстава према пописима из периода 1948—2003. | Број домаћинстава према пописима из периода 1948—2003. | Број домаћинстава према пописима из периода 1948—2003. | Број домаћинстава према пописима из периода 1948—2003. | Број домаћинстава према пописима из периода 1948—2003. | Број домаћинстава према пописима из периода 1948—2003. |
| Година пописа                                          | 1948.                                                  | 1953.                                                  | 1961.                                                  | 1971.                                                  | 1981.                                                  | 1991.                                                  | 2003.                                                  |
| ------------------------------------------------------ | ------------------------------------------------------ | ------------------------------------------------------ | ------------------------------------------------------ | ------------------------------------------------------ | ------------------------------------------------------ | ------------------------------------------------------ | ------------------------------------------------------ |
| Број домаћинстава                                      | 4.030                                                  | 5.360                                                  | 9.549                                                  | 16.457                                                 | 25.152                                                 | 32.210                                                 | 40.532                                                 |

| Број домаћинстава по броју чланова према попису из 2003. | Број домаћинстава по броју чланова према попису из 2003. | Број домаћинстава по броју чланова према попису из 2003. | Број домаћинстава по броју чланова према попису из 2003. | Број домаћинстава по броју чланова према попису из 2003. | Број домаћинстава по броју чланова према попису из 2003. | Број домаћинстава по броју чланова према попису из 2003. | Број домаћинстава по броју чланова према попису из 2003. | Број домаћинстава по броју чланова према попису из 2003. | Број домаћинстава по броју чланова према попису из 2003. | Број домаћинстава по броју чланова према попису из 2003. | Број домаћинстава по броју чланова према попису из 2003. |
| Број чланова                                             | 1                                                        | 2                                                        | 3                                                        | 4                                                        | 5                                                        | 6                                                        | 7                                                        | 8                                                        | 9                                                        | 10 и више                                                | Просек                                                   |
| -------------------------------------------------------- | -------------------------------------------------------- | -------------------------------------------------------- | -------------------------------------------------------- | -------------------------------------------------------- | -------------------------------------------------------- | -------------------------------------------------------- | -------------------------------------------------------- | -------------------------------------------------------- | -------------------------------------------------------- | -------------------------------------------------------- | -------------------------------------------------------- |
| Број домаћинстава                                        | 40.090                                                   | 5.804                                                    | 6.910                                                    | 7.515                                                    | 10.648                                                   | 5.867                                                    | 2.190                                                    | 704                                                      | 252                                                      | 95                                                       | 105                                                      |

| Пол    | Укупно  | Неожењен/Неудата | Ожењен/Удата | Удовац/Удовица | Разведен/Разведена | Непознато |
| ------ | ------- | ---------------- | ------------ | -------------- | ------------------ | --------- |
| Мушки  | 51.314  | 18.128           | 30.297       | 1.176          | 993                | 720       |
| Женски | 56.220  | 15.801           | 30.443       | 6.854          | 2.455              | 667       |
| УКУПНО | 107.534 | 33.929           | 60.740       | 8.030          | 3.448              | 1.387     |

| Пол    | Укупно                    | Пољопривреда, лов и шумарство | Рибарство                            | Вађење руде и камена | Прерађивачка индустрија       |
| ------ | ------------------------- | ----------------------------- | ------------------------------------ | -------------------- | ----------------------------- |
| Мушки  | 24.673                    | 533                           | 9                                    | 19                   | 4.493                         |
| Женски | 20.173                    | 362                           | 6                                    | 10                   | 2.220                         |
| Укупно | 44.846                    | 895                           | 15                                   | 29                   | 6.713                         |
|        |                           |                               |                                      |                      |                               |
| Пол    | Производња и снабдевање   | Грађевинарство                | Трговина                             | Хотели и ресторани   | Саобраћај, складиштење и везе |
| Мушки  | 891                       | 1.262                         | 3.273                                | 868                  | 2.715                         |
| Женски | 348                       | 304                           | 3.936                                | 696                  | 1.149                         |
| Укупно | 1.239                     | 1.566                         | 7.209                                | 1.564                | 3.864                         |
|        |                           |                               |                                      |                      |                               |
| Пол    | Финансијско посредовање   | Некретнине                    | Државна управа и одбрана             | Образовање           | Здравствени и социјални рад   |
| Мушки  | 440                       | 872                           | 4.789                                | 867                  | 690                           |
| Женски | 746                       | 782                           | 3.162                                | 2.192                | 2.223                         |
| Укупно | 1.186                     | 1.654                         | 7.951                                | 3.059                | 2.913                         |
|        |                           |                               |                                      |                      |                               |
| Пол    | Остале услужне активности | Приватна домаћинства          | Екстериторијалне организације и тела | Непознато            | Непознато                     |
| Мушки  | 1.972                     | 3                             | 48                                   | 929                  | 929                           |
| Женски | 1.514                     | 9                             | 46                                   | 468                  | 468                           |
| Укупно | 3.486                     | 12                            | 94                                   | 1.397                | 1.397                         |

## Привреда
Подгорица није само административни центар Црне Горе већ и њен главни економски покретач. Највећи дио црногорских финансијских предузећа се налази у Подгорици.
Прије Првог свјетског рата, привреда Подгорице се заснивала на трговини и занатству, што је остало из времена дуге турске владавине. Послије Другог свјетског рата, Титоград је постао главни град Црне Горе и доживео је брзу урбанизацију и индустријализацију. У граду и његовој околини су основане фабрике за прераду алуминијума, дувана, текстила, вина и грађевинске фирме.
Због распада Југославије Подгорица је остала без тржишта, сировина и средстава да инвестира и модернизује своју привреду. Ово је довело до пада вредности многих предузећа, од којих су нека затворена. Она која су преостала су приватизована и углавном су се опоравила. Комбинат алуминијума Подгорица (у власништву Русала) и АД Плантаже (производња вина и алкохолних пића) су највећа предузећа у Подгорици.
Почетком 21. вијека финансијски и услужни сектор у Подгорици се брзо развио. У граду се налазе двије црногорске берзе, као и већина црногорских банака је смјештена у граду. Привредне активности у Подгорици су се углавном преусмерили са тешке индустрије у сектор телекомуникација, грађевинарства и банкарства. Инвеститори и стране компаније који су отворили своја представништва у Подгорици су значајно допринели расту и уношењу разноликости у економију града. Као споредни ефекат знатно су порасле цене грађевинског земљишта.

### Саобраћај
Некада је услугу градског превоза пружало само Градско саобраћајно предузеће, јавно предузеће у власништву града. Предузеће је банкротирало почетком 21. века, после чега је градски превоз пружало двоје приватних превозника. Градски јавни превоз је поново уведен, док приватни превозници возе под именом Градски саобраћај.
Железничка станица у Подгорици се налази близу центра града. Главна жељезничка веза града је пруга Београд-Бар. Подгорица је такође повезана са Скадром и Тираном, али ова линија се не користи већ неко вријеме, док нова електрификована пруга, једна од најмодернијих у региону, повезује Подгорицу са другим највећим црногорским градом и индустријским центром, Никшићем.

## Култура
Мало је споменика културе сачувано, с обзиром на разарања из Другог свјетског рата. Из турског периода сачувана је Сахат-кула из 18. вијека, двије од некадашњих шест џамија (Османагића и Догањска), као и уске улице око њих које сачињавају Стару варош.
Подгорица је дом бројних црногорских културних установа и догађај. У њој се налази Црногорско народно позориште и Градско позориште, у чијем склопу се налази Дечје позориште и позориште лутака. Иако није богата музејима и галеријама као историјска краљевска пријестоница Цетиње, постоји неколико значајних музеја:
- Музеј града Подгорице чува богату баштину Подгорице. Основан је 1950. и подељен је у четири категорија: археолошку, етнографску, историјску и културно-историјску. У њему се налази предмети из илирског и римског периода.
- Центар за археолошка истраживања је основан 1961. Његов задатак је да чува, класификује, обнавља и приказује археолошка налазишта. У Подгорици се налази око 250 археолошких локалитета.[11]
- Музеј Марка Миљанова у Медуну приказују живот Црногораца из 19. века. То је најзначајнији црногорски меморијални музеј те врсте.
- Природњачки музеј приказује примјерке црногорске флоре и фауне. Овај музеј нема своје место за излагање, упркос бројним предлозима и иницијативама да се сагради.

Значајна уметничка галерија је дворац Петровића из периода Краљевине Црне Горе у парку Крушевац, највећем парку у Подгорици. Двор краља Николе, Перјанички дом, дворска капела и околне зграде су преуређени у уметничку галерију 1984. Од 1985. оно је дио Центра савремених уметности и у њој је смјештено око 1500 умјетничких дела.
Биоскоп Кино култура, основан 1949, је затворен новембра 2008. због сталних финансијских губитака које је доносио. Он је био једини биоскоп у граду током 5 деценија. Зграда бившег биоскопа ће бити претворена у Градско позориште Подгорице. Убрзо по његовом затварању отворен је нови биоскоп у тржном центру Делта Сити.
На Карађорђевом тргу се налази споменик Карађорђу Петровићу, вођи Првог српског устанка.
У Подгорици се налази и једно од највећих српских православних светилишта у Црној Гори, Саборни Храм Христовог Васкрсења, монументална грађевина која се годинама градила уз многобројне донације. Поред овог новог храма, остале православне цркве су: црква Светог Ђорђа, црква Рођења Пресвете Богородице, црква Вазнесења Господњег и црква Светог Георгија и Светих мученика момишићких. Некада је постојала и црква на Љубовићу и била је једна од пет варошких цркава која је дочекала 15. вијек и османлијско освајање (тих пет су: двије при манастиру Св. Марка на Драчу, Св. Ђорђа и цркве на Чепурцима и Љубовићу). Постојао је и манастир Светог Марка са двије цркве, док данас постоји манастир Светог Симеона Мироточивог. Постојале су и двије капелице, једна у затвору Јусовача, а друга у некадашњој кући Чубрановића.
Од посебне историјске атракције је била стара зграда дуванског монопола, мјесто гдје се одржала Подгоричка скупштина 1918. године која је прогласила српско и југословенско уједињење. Оштећена у вријеме Другог свјетског рата неславним савезничким бомбардовањем Подгорице 1944. године, она није поправљана нити обнављана, већ је 1970-их година, одлуком локалног подгоричког савеза комуниста, из политичких разлога демолирана и забетонирана тако да данас од ње нема више ни трага. То се одвија паралелно са рушењем националног симбола Црне Горе 1972. године, Његошеве капеле на Ловћену, гдје је и сам био похрањен.

### Образовање
Подгорица је средиште више универзитетских, научних и културних установа (међу којима су Црногорска академија наука и умјетности (ЦАНУ) и Универзитет Црне Горе). У општини Подгорица се налази 34 основне школе и 10 средњи школа, укључујући једну гимназију.
Универзитет Црне Горе је основан 1974.

### Спорт
Најпопуларнији спортови у граду су фудбал и кошарка. Кошарка је постала популарна крајем 20. и почетком 21. вијека са успјесима КК Будућност у првенству Југославије и игрању у европским такмичењима. Фудбал у Подгорици има дугу традицију уз ФК Будућност. У Подгорици су рођени Дејан Савићевић и Предраг Мијатовић и обојица су на почетку своје каријере играли за тај клуб. ФК Зета (из подгоричког предграђа Голубовци) је такође успјео да буде редован учесник прве лиге СР Југославије/Србије и Црне Горе. Та два клуба, уз Сутјеску из Никшића и офк Титоград, обично се боре за највиша мјеста у Првој лиги Црне Горе. Остали фудбалски клубови из Подгорице и окружења који играју у Првој лиги су ФК Дечић (Тузи), ФК Ком и ОФК Титоград. Одбојкашки клуб ОК Будућност Подгорица и женски рукометни клуб ЖРК Будућност су имали значајне успјехе у европским такмичењима.
Спортски догађаји као што су Подгорички маратон и скокови у ријеку Морачу привлаче такмичаре из иностранства.
У Подгорици се налази неколико спортских борилишта. Најважнија су:
- Стадион под Горицом. Када се доврши источна трибина, стадион ће имати капацитет од 24.000 гледалаца. На Стадиону под Горицом своје утакмице играју ФК Будућност и фудбалске репрезентације Црне Горе. Овај стадион, поред градског стадиона у Никшићу, је једини стадион у Црној Гори који задовољава стандарде ФИФА за одигравање међународних утакмица.
- Спортски центар Морача, је вишенамјенска дворана чији капацитет износи 6.000 сједишта након реновирања 2018. године.[13] Корисници дворане су КК Будућност, ОК Будућност и ЖРК Будућност. У њој су се одржавала такмичења током Европском првјенству у кошарци 2005.

Скоро сваки фудбалски клуб у Подгорици има свој стадион, иако су често ти стадиони само терен са мало или нимало трибина. Друге значајна борилишта су Стадион малих спортова под Горицом и стрељана под брдом Љубовић.

### Архитектура
Мјешавина архитектонских стилова одражава немирну историју града и државе. Као дио Османског царства све до 1878. Подгорица има многе примјере турске архитектуре (нпр. Везиров мост). Најстарији дијелови града, Стара Варош и Драч су представници овог стила, са двије џамије, сахат-кулом и уским, кривудавим улицама.
Када је град постао дио Црне Горе, градско језгро се пребацило на другу страну ријеке Рибнице, гдје се град развијао у више европском стилу са широком улицама које се сијеку под правим углом.
Током Другог свјетског рата, Подгорица је скоро сравњена са земљом. Послије ослобођења, почела је обнова, као и у другим дијеловима социјалистичке Југославије. Подигнути су бројни стамбени блокови, са дизајном типичним за земље источног блока. Сви ти дијелови града изграђени су са друге стране ријеке Мораче. Чак је и празан простор у градском центру испуњен са бруталистичким грађевинама, што је резултовало спојем старог и новог. Стамбени и пословни блокови из периода СФРЈ су пружали простране површине за живот и рад, али су били критиковани због неинвентивног и сивог изгледа.
Велики напредак у архитектури Подгорице збио се крајем 1990-их, и од тада изглед град се брзо промијенио. Стамбене и пословне зграде се брзо подижу, са новим архитектонским трендовима који укључују велику употребу челика и стакле. У покушају да створе препознатљив и модерни главни град, градске власти су уложиле значајна средства у реновирање градских јавних површина. Тако је град добио нове тргове, паркове и споменике. Нове знаменитости су православни Храм Христовог васкрсења и мост Миленијум, који се већ сматра новим симболом Подгорице и који са 57 m високим пилоном доминира панорамом града.
Главна градска улица је Улица слободе, која је и градски корзо, док пешачку зону чине Његошева и Херцеговачка улица, са бутицима и кафићима. Главни градски трг који се називао Трг Ивана Милутиновића је 2006. године проширен и поплочан и сада се зове Трг Републике.

## Познате личности
- Божидар Вуковић, војвода, трговац и штампар
- Софроније Подгоричанин, митрополит крушедолски
- Јован Албанез, официр у руској војсци
- Иван Лукачевић, капетан у руској војсци
- Иларион II Рогановић, митрополит црногорско-брдски
- Ристо Стијовић, вајар и академик Српске академије наука и умјетности
- Павле Ђуришић, официр Југословенске краљевске војске, четнички заповједник
- Ксенија Цицварић, пјевачица народне музике
- Борислав Пекић, књижевник, сценариста и академик
- Саво Радусиновић, пјевач народне музике
- Дејан Савићевић, југословенски фудбалер
- Предраг Мијатовић, југословенски фудбалер
- Дејан Радоњић, југословенски и црногорски кошаркаш и кошаркашки тренер
- Сергеј Ћетковић, пјевач забавне музике
- Бојан Маровић, пјевач забавне музике
- Јованка Радичевић, црногорска рукометашица
- Милош Раонић, канадски тенисер
- Никола Миротић, шпански кошаркаш
- Стефан Немања, српски велики жупан, родоначелник династије Немањића
- Марко Миљанов Поповић, књижевник и војвода
- Бранимир Поповић, глумац
- Дубравка Вукотић Дракић, глумица
- Андрија Милошевић, глумац
- Данијел Алибабић, пјевач и текстописац
- Стеван Јоветић, црногорски фудбалер
- Зоран Филиповић, југословенски фудбалер
- Марко Кордић, црногорски и српски фудбалски голман
- Душко Вујошевић, српски кошаркашки тренер
- Војо Станић, сликар и вајар
- Славко Калезић, пјевач и текстописац
- Андреа Демировић, пјевачица забавне музике
- Анђела Драгутиновић Булатовић, црногорска рукометашица, освајач сребрне медаље на Олимпијским играма 2012.
- Блажо Јовановић, народни херој Југославије, правник, предсједник Централног комитета Савеза комуниста Црне Горе
- Славко Дедић, црногорски шахиста и правник
- Дејан Златичанин, црногорски боксер и првак свијета у лакој категорији
- Иван Стругар, југословенски и црногорски кик-боксер
- Зоран Жижић, политичар и премијер Савезне Републике Југославије
- Бећир-бег Османагић, османски бег и црногорски војвода
- Арсо Јовановић, начелник Генералштаба Југословенске армије
- Милица Миљанов Лазовић, црногорска ратна хероина из Првог свјетског ата
- Душан Мугоша, народни херој Југославије
- Радомир Вешовић, официр, министар рата Краљевине Црне Горе, гувернер Метохије, командант одреда Стара Србија
- Богдан Вујошевић, народни херој Југославије
- Зенепе Пиранић, најстарија особа икада рођена у Црној Гори и најстарија особа која је икад живјела у Албанији
- Јаков Милатовић, црногорски политичар и економиста, предсједник Црне Горе

## Партнерски градови
- Софија, Бугарска
- Негуш, Грчка
- Бари, Италија
- Трани, Италија
- Јереван, Јерменија
- Приштина, Србија
- Скопље, Сјеверна Македонија
- Москва, Русија
- Јерослављ, Русија
- Мериленд, САД
- Кошице, Словачка
- Београд, Србија
- Лавов, Украјина[14]

## Галерија
- Трг републике у Подгорици (до 2006. Трг Ивана Милутиновића) је 2006. године поплочан и реновиран.
- Поглед на Подгорицу са Дајбапске горе
- Поглед на Хилтон из Краљевог парка
- Аеродром Подгорица
- Споменик краљу Николи